# USS Swallow (AM-4)
USS Swallow (AM-4) – trałowiec typu Lapwing służący w United States Navy w okresie I wojny światowej i w czasie między wojnami światowymi.
Stępkę okrętu położono 18 marca w stoczni Todd Shipyard Corp. w Nowym Jorku. Zwodowano go w Dzień Niepodległości USA w 1918, matką chrzestną była Sara V. Brereton. Jednostka weszła do służby 8 października 1918, pierwszym dowódcą został Lt. B. C. Philips.

## Operacje na północnym Atlantyku
"Swallow" po wejściu do służby przeszedł drobne prace poprawkowe przygotowujące go do służby zamorskiej. 6 kwietnia 1919 wypłynął z Bostonu kierując się w stronę Inverness. Dołączył do Oddziału Trałowców Północnej Bariery Minowej (ang. Minesweeping Detachment of the Northern Barrage). Przez dalszą część 1919 okręt trałował North Sea Barrage położonej przez aliantów w czasie I wojny światowej.

## Operacje na zachodnim wybrzeżu USA
Trałowiec wrócił do Stanów Zjednoczonych pod koniec 1919 i wszedł do stoczni w Charleston na przegląd i remont. Na początku 1920 popłynął na zachodnie wybrzeże USA, kierując się na północ do Bremerton. Przez następne 18 lat "Swallow" operował wzdłuż północno-zachodniego wybrzeża Ameryki Północnej spędzając większość czasu na wodach Alaski. W 1934 stał się częścią ekspedycji badawczej na Aleutach (ang. Aleutian Islands Survey Expedition).

## Wejście na mieliznę
19 lutego 1938 okręt wszedł na mieliznę w pobliżu Kanaga Island i pozostał tam. Próbowano uratować okręt, ale po pewnym czasie akcję ratowniczą przerwano. Nazwa okrętu została skreślona z listy okrętów floty 5 maja 1938.